# Rudolf Ier de Wurtzbourg
Rudolf Ier (mort le 3 août 908 en Thuringe) est évêque de Wurtzbourg de 892 à sa mort.

## Biographie
Il est le fils du comte Udo de la famille des Conradiens. Rudolf est le plus jeune frère de Conrad l'Ancien et Gebhard de Lotharingie et l'un des rares parents d'Arnulf de Carinthie et de son fils Louis.
Après la chute du margrave Poppon de Thuringe, Conrad l'Ancien lui succède, Rudolf devient ainsi évêque au moment où les deux frères dominent la Thuringe et la Basse-Franconie.
Rudolf meurt en 908 durant une bataille contre les Hongrois.